# Data Relay & Tracking Satellite
Data Relay & Tracking Satellite ou Kodama plus souvent désigné par son acronyme DRTS  (en français satellite relais de données et de suivi) est un  satellite de télécommunications japonais expérimental qui a été placé en 2002 sur une orbite géostationnaire pour jouer le rôle de satellite relais entre les satellites japonais circulant en orbite basse et les stations terriennes. Le recours à un satellite relais permet des transferts de données plus fréquents que lorsque ceux-ci sont réalisés lors du survol des stations terriennes. DRTS utilise une liaison inter-satellites radio fonctionnant en bande Ka ou  en S. Il a été retiré du service en 2017 et a été remplacé fin 2020 par le satellite JDRS qui met en œuvre également un système optique (laser) permettant un débit plus élevé.

## Historique
En 2002 la NASDA (ancêtre de l'agence spatiale japonaise actuelle) place en orbite géostationnaire le satellite de télécommunications  DRTS  pour tester un système de relais spatial entre les satellites circulant en orbite basse et les stations terriennes. Ce système doit permettre des transferts de données plus fréquents qu'une liaison directe avec les stations terriennes car celles-ci ne sont survolées (et donc visibles) que durant une faible partie de l'orbite. Les objectifs de la mission spatiale sont les suivants :
- Transfert des données produites par les satellites d'observation de la Terre  à haut débit (240 mégabits par seconde) en utilisant un satellite relais.
- Mise en œuvre d'un système  embarqué d'acquisition et de suivi des satellites de haute précision.
- Évaluer un système d'allocation dynamique du temps du satellite relais à plusieurs satellites utilisateurs.

## Caractéristiques techniques
Le satellite DRTS est un satellite de télécommunications stabilisé 3 axes de 2 800 kilogrammes qui utilise  une plateforme DS-2000 de Mitsubishi Electric  qu'il a contribué à mettre au point et qui a été utilisée par la suite par une dizaine de satellites. L'énergie est fournie par deux panneaux solaires déployés en orbite dont l'énergie est stockée dans des batteries. Son système propulsif comprend des moteurs-fusées à ergols liquides brulant de l'hydrazine et des arcjets.